# Bombycoidea
Bombycoidea zijn een superfamilie van vlinders (Lepidoptera).

## Taxonomie
De volgende families zijn bij de superfamilie ingedeeld: (aantal geslachten soorten volgens (2018) Kitching I, Rougerie R, Zwick A, Hamilton C, St Laurent R, Naumann S, Ballesteros Mejia L, Kawahara
A (2018) A global checklist of the Bombycoidea (Insecta: Lepidoptera). Biodiversity Data Journal 6
- Anthelidae Turner, 1904 (circa 9 geslachten en 94 soorten)
- Apatelodidae Neumoegen & Dyar, 1894 (circa 12 geslachten en 102 soorten)
- Bombycidae Latreille, 1802 - Echte spinners (circa 27geslachten en 202 soorten)
- Brahmaeidae Swinhoe, 1892 - Herfstspinners (circa 6 geslachten en 68 soorten)
- Carthaeidae Common, 1966[1] (circa 1 geslacht en 1 soort)
- Endromidae Boisduval, 1828 - Gevlamde vlinders (circa 16 geslachten en 70 soorten)
- Eupterotidae Swinhoe, 1892 (circa 4 geslachten en 23 soorten)
- Phiditiidae Minet, 1994 (circa 4 geslachten en 23 soorten)
- Saturniidae Boisduval, 1837 - Nachtpauwogen (circa 100 geslachten en 3454 soorten)
- Sphingidae Latreille, 1802 - Pijlstaarten (circa 205 geslachten en 1602 soorten)